# バミレケ諸語
バミレケ諸語はカメルーン西部の草原地帯（グラスフィールズ）に居住するバミレケ族により話されている言語のグループである。
- 西部
  - Mengaka【xmg】—メンガカ語（Məgaka）
  - Ngombale【nla】—ンゴンバレ語
  - Ngomba【jgo】—ンゴンバ語
  - Yemba【ybb】—イエンバ語（Yɛmba）
  - Ngiemboon【nnh】—ンジエムブーン語（Ngyɛmbɔɔŋ）
  - Ngwe【nwe】—ングウェ語（Ŋwe）
- 東部
  - Fe'fe'【fmp】—フェフェ語
  - Ghomálá'【bbj】—ゴーマラ語（Ghɔmálá’）
  - Kwa'【bko】—クワ語
  - Nda'nda'【nnz】—ンダンダ語
  - Medumba【byv】—メドゥンバ語（Mədʉmba）